# شركة نفط الكويت
شركة نفط الكويت وتُنطق اختصارًا KOC هي إحدى الشركات التابعة لمؤسسة البترول الكويتية، و هي الشركة الوحيدة المخول لها بأن تقوم بعمليات تنقيب وإنتاج النفط داخل الكويت.

## تاريخ
تأسست شركة نفط الكويت المحدودة عام 1934 كتعاون بين شركة النفط الأنجلو-إيرانية (معروفة حالياً بشركة البترول البريطانية بي بي)، و شركة غالف للزيت الأمريكية والمعروفة حالياً بشركة شيفرون، و منحت الشركة الحق الحصري في التنقيب عن البترول في الأراضي الكويتية، في ديسمبر من نفس العام. في عام 1936 اكتشف النفط في الكويت عند حفر أول بئر تجريبية في حقل بحرة النفطي إلا أن الكميات المكتشفة لم تكن ذات جدوى اقتصادية.
و في عام 1938 تم اكتشاف النفط في حقل برقان و الذي يعد ثاني أكبر بئر نفطي في العالم، مما شجع الشركة على تطوير الحقل والبدء في الإنتاج إلا أن عمليات التنقيب توقفت نتيجة الحرب العالمية الثانية. و بعد انتهاء الحرب قامت الشركة بتصدير أول شحنة من النفط الكويتي، برعاية أمير الكويت آنذاك الشيخ أحمد الجابر الصباح في تاريخ 30 يونيو 1946. و بدأت عملية تأميم الشركة بعد مصادقة مجلس الأمة الكويتي في عام 1974 على تملك الحكومة الكويتية 60% من أسهم الشركة على أن تبقى نسبة 40% موزعة بالتساوي، على شركة البترول البريطانية وشركة غالف.
و في عام 1975 تملكت الحكومة الكويتية كامل أصول الشركة وإدارة عملياتها، وأصبحت الشركة تابعة لمؤسسة البترول الكويتية عند إنشائها في عام 1980 لتتم إدارة جميع العمليات النفطية الكويتية تحت مظلة واحدة. و في عام 1990 دمرت أعداد كبيرة من منشآت الشركة وتم إشعال النار في أكثر من 700 بئر نفطي نتيجة الغزو العراقي للكويت و كما تأثر الإنتاج لعدد من الشهور بعد حرب تحرير الكويت حتى عاد لسابق عهده بعد ذلك. و حققت الشركة قفزة كبيرة في قدراتها الاستكشافية في عام 2005 عندما اكتشف النفط الخفيف في حقل الصابرية و في نفس العام تخلت الشركة عن كامل عمليات الإنتاج في المنطقة المقسومة بين الكويت و المملكة العربية السعودية لصالح الشركة الكويتية لنفط الخليج.
و في عام 2006 تم اكتشاف الغاز الطبيعي في حقول بكميات اقتصادية قد تكفي احتياجات الكويت من الغاز الطبيعي. و تقدر الكميات المكتشفة من الغاز الطبيعي 35 مليار قدم مكعب. 

## التطوير
- مُنحت حقوق امتياز النفط للشركة في 23 ديسمبر 1934 ؛وبدأت الشركة عمليات الحفر في عام 1936.[5] [6]
- تم اكتشاف أول نفط في عام 1938 في حقل برقان ، تلاه اكتشافات في مقوع عام 1951 ، ثم اكتشاف الأحمدي عام 1952 ، ثم روضتين عام 1955 ، وصابرية عام 1957 ، ومناقيش عام 1959. [4]
- تزامن التطور الأولي لصناعة النفط مع نهاية فترة الحكم البريطاني في الهند ونقل العديد من الإداريين والمهندسين البريطانيين والهنود من هناك إلى الكويت. تم إنشاء مدينة الأحمدي النفطية لإيواء هؤلاء العمال ، وتم فصلها على أسس عرقية. استمر هذا الفصل في وسائل الراحة والمرافق الترفيهية المقدمة لموظفي الشركة. تملي العرق إلى حد كبير وضع الموظفين وظروف العمل داخل الشركة. [5]

- في أوائل القرن العشرين ، عندما حولت البحرية الملكية سفنها الحربية إلى مواقد نفطية بدلاً من الفحم ، اعتمدت الحكومة البريطانية على إمدادات آمنة من نفط الشرق الأوسط. كانت شخصيات مثل السيدة فيوليت ديكسون التي عاشت بين الكويتيين لمدة 40 عامًا مؤثرة في تعزيز علاقة ممتازة مع الكويتيين. [7]

- تستخدم شركة نفط الكويت مشروع حقل الكويت الرقمي المتكامل (KwIDF) لعمليات حقول النفط الرقمية. [8] في غضون ذلك ، يعد KwIDF أحد أكثر المشاريع الاستراتيجية التي شاركت فيها الشركة لدعم إنتاج النفط والغاز في الكويت.

- تمكنت BP و Gulf من الحصول على النفط الكويتي بشروط مواتية للغاية للبيع عبر شبكات المصب في أوروبا والمناطق المجاورة. خلال هذا الوقت ، ادعت شركة الخليج أن لديها «علاقة خاصة» مع الكويت. ومع ذلك ، انتهى كل هذا في عام 1975 عندما عادت شركة نفط الكويت إلى الملكية الكويتية. [6] المنظمة المظلة مؤسسة البترول الكويتية تأسست من قبل الحكومة في عام 1980. [9]

## الرؤساء السابقون
1. (عصام حسن الملاح 1984-1992)
2. (خالد الفليج 1992-1998)
3. (عبد اللطيف التوره 1998-2001)
4. (أحمد العربيد 2001-2004)
5. (فاروق الزنكي 2004-2007)
6. (سامي الرشيد 2007-2013)
7. (هاشم هاشم 2016-2016)
8. (جمال جعفر 2016-2019)
9. (عماد سلطان 2019-2022)
10. (أحمد العيدان 2022 - حتى الآن)